# Franco Javarone
Franco Javarone, pseudonimo di Giovanni Javarone (Napoli, 17 febbraio 1943), è un attore e pittore italiano.

## Biografia

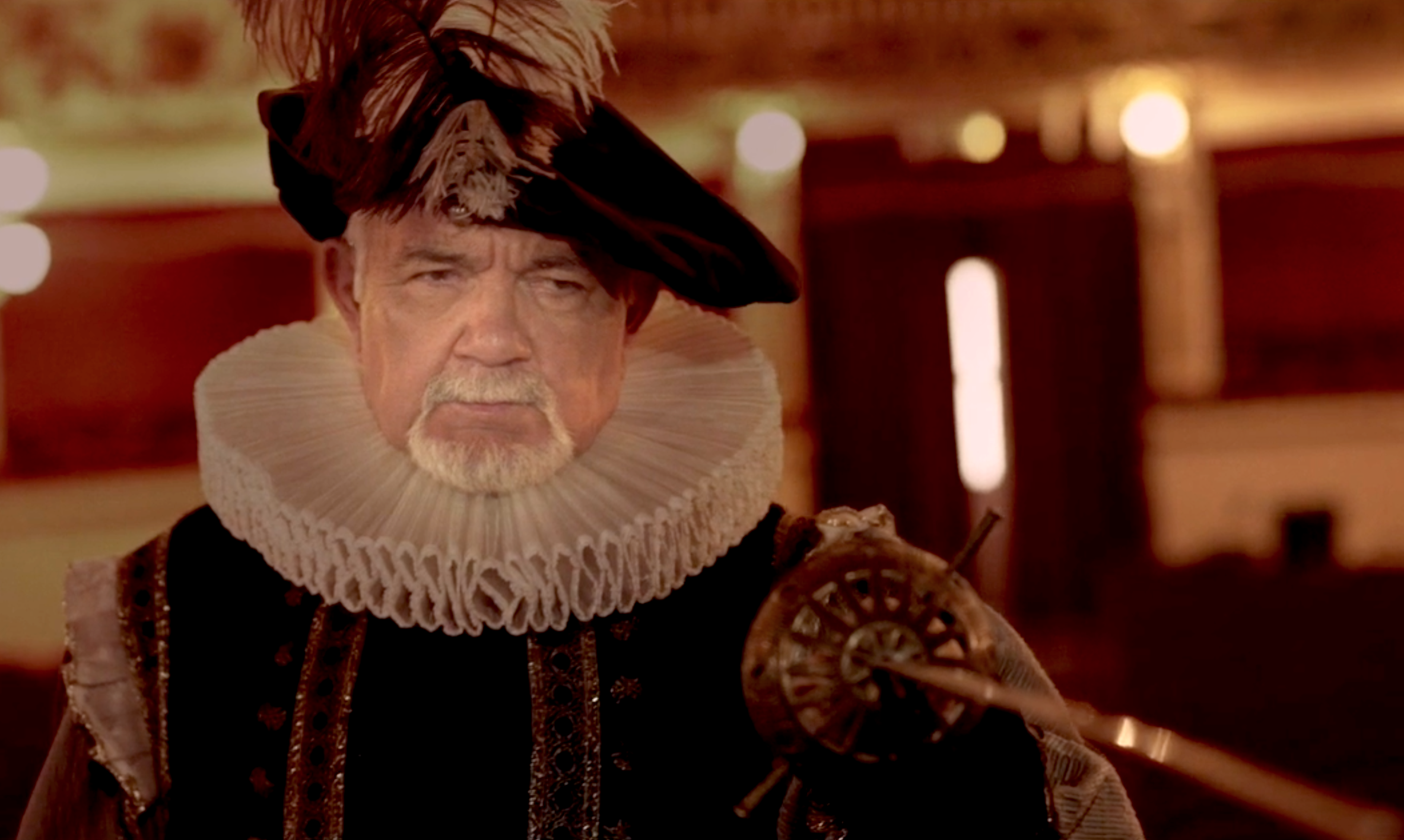
Franco Javarone durante le riprese di Tu m'uccidi o Crudele

Nato a Napoli, inizia la propria carriera artistica nel 1967, debuttando con Ubu S.p.A. al Teatro Instabile di Napoli per la regia di Michele Del Grosso, per poi entrar a far parte dapprima della compagnia di Luca De Filippo (figlio del più celebre Eduardo) ed in seguito in quella di Nino Taranto. Al cinema esordisce nel 1971, con un ruolo marginale nel film Attenzione alla puttana santa, del cineasta tedesco Rainer Werner Fassbinder. Lavora poi nuovamente al Teatro Instabile, sempre con la regia di Michele Del Grosso, ma coadiuvato però da Giancarlo Sbragia, nella prima della La Gatta Cenerentola di Roberto De Simone. 
La sua filmografia ricopre circa trent'anni e spazia notevolmente tra i generi, dove ha ricoperto ruoli diversi ma sempre caratterizzati da quella vena grottesca e vagamente surreale che riesce ad infondere ai suoi personaggi. Ricordiamo Notturno, il matto barbuto in Ad ovest di Paperino di Alessandro Benvenuti; l'avvocato della camorra Russo in Così parlò Bellavista di Luciano De Crescenzo; il Re dell'Occulto nel segmento Il pelo della disgrazia in Occhio, malocchio, prezzemolo e finocchio di Sergio Martino; Antuono, comandante di una banda di soldati di ventura, ne Il viaggio della sposa di Sergio Rubini; il Biondo nel segmento diretto da Pappi Corsicato La stirpe di Iana, nel film collettivo I vesuviani; don Ciro in Ribelli per caso di Vincenzo Terracciano; Mangiafuoco nel Pinocchio di Roberto Benigni e Sabatino in La volpe a tre zampe di Sandro Dionisio. Recitò pure per Federico Fellini; sotto la regia del maestro riminese, infatti, ricoprì il ruolo del suonatore di tuba in Prova d'orchestra e di Pigafetta il becchino ne La voce della Luna, oltre ad aver girato con lui uno spot pubblicitario della Barilla.
Il fatto di avere intrapreso l'attività cinematografica solo a metà degli anni settanta lo ha tenuto fuori dall'epoca d'oro del western all'italiana, permettendogli altresì di mostrare le sue doti di "cattivo" in pellicole quali La città gioca d'azzardo (1975) di Sergio Martino e Giallo napoletano (1979) di Sergio Corbucci, nel quale divide la scena con Marcello Mastroianni e, alla sua ultima interpretazione cinematografica, Peppino De Filippo.
Particolarmente significativa, inoltre, la sua attività teatrale sotto la guida del maestro Roberto De Simone. Ha preso parte con un cammeo al cortometraggio Tu m'uccidi o crudele, con Gianni Ferreri, Patrizia Di Martino e Marianna Mercurio, prodotto da Giovanni Parisi per Tile Storytellers, con la regia di Giovanni Calvino. Ha esposto i suoi quadri tra Napoli ed Ischia in mostre i cui incassi sono stati devoluti ad istituti per disabili.

## Filmografia

### Cinema
- Attenzione alla puttana santa (Warnung vor einer heiligen Nutte), regia di Rainer Werner Fassbinder (1971)
- Donnarumma all'assalto, regia di Marco Leto (1972)
- La città gioca d'azzardo, regia di Sergio Martino (1975)
- Prova d'orchestra, regia di Federico Fellini (1978)
- L'isola degli uomini pesce, regia di Sergio Martino (1979)
- Giallo napoletano, regia di Sergio Corbucci (1979)
- Buone notizie, regia di Elio Petri (1979)
- Il bandito dagli occhi azzurri, regia di Alfredo Giannetti (1980)
- Fontamara, regia di Carlo Lizzani (1980)
- Il minestrone, regia di Sergio Citti (1981)
- Lacrime napulitane, regia di Ciro Ippolito (1981)
- Ad ovest di Paperino, regia di Alessandro Benvenuti (1981)
- Grog, regia di Francesco Laudadio (1982)
- State buoni se potete, regia di Luigi Magni (1983)
- Occhio, malocchio, prezzemolo e finocchio, regia di Sergio Martino, episodio Il pelo della disgrazia (1983)
- Metropoli, regia di Mario Franco (1983)
- Se tutto va bene siamo rovinati, regia di Sergio Martino (1984)
- Così parlò Bellavista, regia di Luciano De Crescenzo (1984)
- Mi faccia causa, regia di Steno (1984)
- Mai con le donne, regia di Giovanni Fago (1984)
- Tre giorni ai tropici, regia di Tommaso Dazzi (1986)
- Paura e amore, regia di Margarethe von Trotta (1988)
- 32 dicembre, regia di Luciano De Crescenzo (1988)
- Se lo scopre Gargiulo, regia di Elvio Porta (1988)
- La voce della Luna, regia di Federico Fellini (1990)
- Morte di un matematico napoletano, regia di Mario Martone (1992)
- Il viaggio della sposa, regia di Sergio Rubini (1997)
- I vesuviani, film collettivo, regia di Pappi Corsicato, episodio La stirpe di Ivana (1997)
- Cartoni animati, regia di Franco e Sergio Citti (1997)
- Li chiamarono... briganti!, regia di Pasquale Squitieri (1999)
- Ribelli per caso, regia di Vincenzo Terracciano (2001)
- La volpe a tre zampe, regia di Sandro Dionisio (2001)
- N'gopp - Lasciatemi sognare, regia di Pablo Dammicco (2002)
- Solino, regia di Fatih Akın (2002)
- Pinocchio, regia di Roberto Benigni (2002)
- Il paradiso all'improvviso, regia di Leonardo Pieraccioni (2003)
- Mariti in affitto, regia di Ilaria Borrelli (2004)
- Mater Natura, regia di Massimo Andrei (2005)
- La giornata di un uomo qualunque, regia di Peppe Sollazzo – cortometraggio (2007)
- Il giovane favoloso, regia di Mario Martone (2014)
- Vieni a vivere a Napoli, regia di Guido Lombardi, episodio Nino e Yoyo (2016)
- In quel preciso istante, regia di Sara Sole Notarbartolo – cortometraggio (2018)

### Televisione
- Oltre il duemila, regia di Piero Nelli – miniserie TV (1971)
- Le rose di Danzica, regia di Alberto Bevilacqua – miniserie TV (1981)
- Dramma d'amore – serie TV (1983)
- Sogni e bisogni – serie TV (1985)
- Aeroporto internazionale – serie TV (1987)
- Investigatori d'Italia, regia di Paolo Poeti – miniserie TV (1987)
- Senator – serie TV (1992)
- Il conto Montecristo, regia di Ugo Gregoretti – miniserie TV (1997)
- Un nuovo giorno, regia di Aurelio Grimaldi – film TV (1999)
- Don Matteo – serie TV, episodio 3x11 (2002)
- Mio figlio, regia di Luciano Odorisio – miniserie TV (2005)
- Giuseppe Moscati - L'amore che guarisce, regia di Giacomo Campiotti – miniserie TV (2007)

### Webserie
- GiGi TV Show - 10 domande alla Commedia sexy all'italiana, regia di Luigi Addate (2022)

## Teatro
- Ubu S.p.A., regia di Michele Del Grosso, Teatro Instabile di Napoli (1967)
- Il figlio di Pulcinella di Eduardo De Filippo, regia di Gennaro Magliulo, Teatro Mercadante di Napoli (1968)
- Barbablù di Massimo Dursi, regia di Lamberto Puggelli, Piccolo Teatro di Milano (1973)
- L'opera da tre soldi di Bertolt Brecht, regia di Giorgio Strehler, Piccolo Teatro di Milano (1974)
- Scarpettiana di Vincenzo Scarpetta, regia di Mico Caldieri, Teatro San Ferdinando di Napoli (1974)
- La tempesta di William Shakespeare, regia di Virginio Puecher, Teatro romano di Verona (1975)
- La nuova colonia di Luigi Pirandello, regia di Virginio Puecher, Teatro Quirino di Roma (1975)
- Annella a Portacapuana di Enrico Alvino, regia di Maria Antonietta Romano, Teatro Cilea di Napoli (1975)
- La gatta Cenerentola di Roberto De Simone, Festival dei Due Mondi di Spoleto (1976)
- La cortigiana di Pietro Aretino, regia di Giancarlo Sbragia, Teatro della Pergola di Firenze (1976)
- Il vizio assurdo di Davide Lajolo, e con adattamento teatrale insieme a Diego Fabbri, regia di Giancarlo Sbragia, Teatro Metastasio di Prato (1976)
- Sogno di una notte di mezza estate di William Shakespeare, traduzione, elaborazione e regia di Tato Russo, Villa Pignatelli di Napoli (1979)
- In alto mare di Sławomir Mrożek, regia di Lucio Allocca, Teatro San Carluccio di Napoli (1980)
- Il re applaude di e regia di Tonino Conte, Teatrino di Corte del San Carlo (1981)
- I figli di Iorio di Ugo Gregoretti, Teatro Stabile di Torino (1985)
- Pulcinella di Manlio Santanelli, regia di Maurizio Scaparro, Mark Hellinger Broadway Theatre di New York (1987)
- Fatto di Cronaca di Raffaele Viviani, Festival dei due mondi di Spoleto, regia di Maurizio Scaparro (1987)
- Miseria e nobiltà di Eduardo Scarpetta, regia di Mario Scarpetta, Piccolo Eliseo di Roma (1987)
- Prima pagina, adattamento di Maraini, Vitti, Russo, regia di Giancarlo Sbragia, Teatro Eliseo di Roma (1988)
- Piccola città di Thornton Wilder, regia di Giancarlo Sbragia, Teatro La Pergola di Firenze (1989)
- La grande magia di Eduardo De Filippo, regia di Giorgio Strehler, Piccolo Teatro di Milano (1990)
- Cafè Chantant di Eduardo Scarpetta, regia di Tato Russo, Teatro Bellini di Napoli (1991)
- L'uomo, la bestia e la virtù di Luigi Pirandello, regia di Nello Mascia, Torre del Greco (1995)
- La musica dei ciechi di Raffaele Viviani, regia di Antonio Calenda, Politeama Rossetti di Trieste (1996)
- Quando il marito va a caccia di Georges Feydeau, regia di Piero Maccarinelli, Teatro San Babila di Milano (1997)
- Eleonora di e regia di Roberto De Simone, Teatro di San Carlo di Napoli (1999)
- Histoire du soldat di Igor Stravinsky, regia di Gianni Caroli, Teatro San Ferdinando di Napoli (1999)
- Il dramma del chiedere, di Peter Handke, regia di Umberto Cantone , Chiesa dello Spasimo di Palermo (1999)
- L'Avaro di Molière, regia di Jérome Savary, manifestazione: Palermo in scena (2000)
- Il ratto dal serraglio di Wolfgang Amadeus Mozart, regia Roberto De Simone, Villa Favorita di Portici (2004)
- La' ci darem la mano, regia di Roberto De Simone, Teatro Quirino di Roma (2007)
- Socrate immaginario di Paisiello, regia di Roberto De Simone, Teatro alla Scala di Milano (2007)
- Il povero Piero di Achille Campanile, regia e scene di Pietro Carriglio, Teatro Biondo Stabile di Palermo (2007)
- Lo Vommaro a duello di e regia di Roberto De Simone, Teatro Mercadante di Napoli (2008)
- Atto senza parole e altri testi di Samuel Beckett, regia di Pierpaolo Sepe, Teatro Stabile di Napoli (2009)
- Il maestro di cappella di Domenico Cimarosa, regia Lamberto Puggelli, Teatro di San Carlo di Napoli (2012)
- L'inferno di Dante di Paolo Barbieri, Accademia di belle arti di Napoli (2013) – lettura
- Il guardiano di Harold Pinter, regia di Nello Mascia, Nuovo Teatro Sanità di Napoli (2016)
- Requiem per due Serve, liberamente tratto da Jean Genet, scritto da Fabio Brescia, regia di Gerardo D'Andrea, Nuovo Teatro Sanità di Napoli (2017)
- 1261 ma non li dimostra di e regia di Roberto De Simone, Conservatorio di musica San Pietro a Majella (2017)